# Serovaininae
Serovaininae es una subfamilia de foraminíferos bentónicos de la familia Bagginidae, de la superfamilia Discorboidea, del suborden Rotaliina y del orden Rotaliida. Su rango cronoestratigráfico abarca desde el Barremiense (Cretácico inferior) hasta el Paleoceno.

## Clasificación
Serovaininae incluye a los siguientes géneros:
- Ozourina †
- Rotamorphina †
- Serovaina †

Otro género considerado en Serovaininae es:
- Conorbinopsis †, aceptado como Serovaina